# Галич, Александр Иванович
Алекса́ндр Ива́нович Га́лич (настоящая фамилия Го́воров; 4 [15] июля 1783 или 1783, Трубчевск, Орловское наместничество — 9 [21] сентября 1848, Царское Село, Санкт-Петербургская губерния) — русский философ

, преподаватель латинской и российской словесности в Главном немецком училище св. Петра и в Царскосельском лицее, истории и логики — в Благородном пансионе при Главном Педагогическом институте; профессор Петербургского университета, учитель А. С. Пушкина, литератор, один из первых последователей немецкого философа Ф. В. Й. Шеллинга в России. В 1821 году был отстранён от преподавания в числе профессоров, обвинённых попечителем учебного округа Дмитрием Руничем в «безбожии».

## Биография
Родился 4 июля 1783 года в Трубчевске (Орловская губерния) в семье малообразованного дьячка.
В 1793—1803 годах он обучался в Орловской духовной семинарии (находилась в то время в Севске), где сменил свою фамилию на Никифоров (по имени деда). Проявлял интерес к языкам и особенно к философии, которая изучалась в семинарии с седьмого класса. Летом 1803 года Севская семинария направила его в Санкт-Петербургскую учительскую семинарию, преобразованную в 1804 году в Педагогический институт. Здесь молодой Говоров-Никифоров изменил, уже окончательно, свою фамилию на Галич (по семейным преданиям, его дед происходил из древнего русского города Галич). Философия была любимым предметом Галича в институте, и здесь он начал читать философскую литературу на языке оригинала.
В 1808 году был направлен для продолжения учёбы в Германию; занимался в Гельмштедте и Гёттингене (с 1810), где увлёкся учением Шеллинга. Когда истёк срок его пребывания за границей, он испросил себе позволение еще остаться ещё на год и отправился в путешествие по Европе. Осмотрел все замечательные места южной Германии, посетил Англию, Францию, Австрию. В 1813 году вернулся в Россию, защитил диссертацию на кафедре философии Петербургского Педагогического института и получил право читать лекции по философии. Кроме Педагогического института с мая 1814 до июня 1815 года состоял преподавателем русской и латинской словесности в Царскосельском лицее. Затем ему было предложено взамен латинского языка заниматься философией в открывшемся в 1817 году Благородном пансионе при институте, а затем русским языком в Петропавловском немецком училище. Он был произведён в экстраординарные профессора и, когда в 1819 году Главный Педагогический институт был преобразован в Петербургский университет, в этом звании занял в нём кафедру философии.
В 1818—1819 гг. Галич издал в двух томах «Историю философских систем», составленную на основании немецких трудов Захера, Аста, Теннемана и других немецких философов. Сочинение заканчивается изложением философской системы Шеллинга.
В 1821 году попечителем учебного округа Руничем против Галича было выдвинуто обвинение в безбожии и революционных замыслах. Галич был предан университетскому суду вместе с тремя другими профессорами университета по обвинению в распространении идей, противных духу христианства и разрушительных для общественного порядка и благосостояния. Книги Галича были запрещены для использования при преподавании в университете и изъяты из употребления.
В 1837 году, обвинённый в свободомыслии, он был уволен из Петербургского университета, при этом ему сохранили оклад экстраординарного профессора и казённую квартиру. Вскоре реформа университета в 1837 году лишает его и этих средств к существованию. Однако в том же 1837 году он получает место начальника архива при Провиантском департаменте. Несмотря на постигшие его неудачи, Галич продолжает работать и издавать свои труды. Его «Лексикон философских предметов» (1845) становится одним из первых в России философских справочников.
Наиболее значительными по объёму и значимости поднятых вопросов являлись два его последних труда: «Всеобщее право» и «Философия истории человечества». Однако неудачи не покидали Галича — едва только он успел закончить свой труд, как в его отсутствие случайный пожар бесследно уничтожил многолетнюю работу. Не в силах пережить эту потерю, Галич заболел и в 1848 году умер.

## Наиболее значительные труды
- «История философских систем» (1818—1819)
- «Опыт науки изящного» (1825)
- Картина человека : Опыт наставительного чтения о предметах самопознания для всех образованных сословий. — 1834. — [4], XIV, 677 с.
- «Лексикон философских предметов». — 1845.

Две его наиболее значительные работы — «Всеобщее право» и «Философия истории человечества» — погибли во время пожара.